# Système d'enregistrement des faits et de statistiques d'état civil
 (avril 2018).
 (février 2021).
L'article doit être relu — et modifié si nécessaire — par des contributeurs indépendants pour apporter un regard critique aux contributions effectuées en violation des conditions d'utilisation de Wikipédia, tant sur la forme (notamment concernant le style encyclopédique, la proportionnalité) que sur le fond (la neutralité de point de vue, la qualité et l'indépendance des sources).
Un Système d'enregistrement des faits et de statistiques d'état civil (acronyme CRVS, de l'anglais Civil Registration and Vital Statistics), est une solution gouvernementale de déclaration et d'enregistrement des faits d'état civil (naissance, mariage, divorce, décès, etc.) et des statistiques vitales (mortalité infantile, accroissement naturel, etc.) des citoyens dans une base de données centralisée. Cette base de données est l'élément fondateur de l'identité régalienne des citoyens.
Le CRVS est défini par l'Organisation mondiale de la santé comme « un système d’enregistrement de l’état civil pour consigner les statistiques portant sur les faits d’état civil, tels que naissances, décès, mariages, divorces et morts fœtales. Ce système administratif gouvernemental permet de disposer d’un enregistrement permanent de chaque fait »
À l'origine, les différents faits d'état civil sont enregistrés à une échelle locale dans un registre d'état civil. Généralement, au niveau de la ville ou de la région. Le principal problème avec cette méthode traditionnelle, c'est que les certificats d'état civil sont enregistrés dans une base de données décentralisée. Les limites de ce genre de système est le manque de cohérence entre les données et la réalité du terrain, ainsi que l'impossibilité de vérifier la véracité d'une donnée.
À l'ère du big data, la véracité est primordiale. L’amélioration continue des technologies et la vitesse des télécommunications a permis la naissance des premières initiatives de système centralisé en ce début de XXIe siècle.
Grâce au CRVS et aux statistiques générées, un gouvernement peut savoir en temps réel les informations vitales (cause de décès, mesure sanitaire, etc.)

## Initiatives

### Initiatives non gouvernementales

#### Monitoring of Vital Events (MOVE-IT) -Organisation mondiale de la santé
MOVE-IT, littéralement traduit par « pilotage des événements vitaux », est un programme non gouvernemental conduit par l'Organisation mondiale de la santé, dont l'objectif est l'amélioration du pilotage des statistiques vitales. En partenariat avec le HMN (Health Metric Network, littéralement « Réseau de mesure de la santé ») est à l'initiative de projets innovants (20 projets environ) avec un but commun, améliorer les systèmes CRVS à travers le monde.

#### Pacific Civil Registrars Network (PCRN)
Le PCRN, littéralement traduit par « Réseau des officiers d'état civil » du Pacifique, est un réseau de professionnels et d'experts dont le but est le partage des leçons apprises ainsi que des bonnes pratiques.

#### iCivil Africa
iCivil Africa est une start-up de nouvelle technologies créée par Adama Sawadogo et Francis Bourrieres, dont le but principal est de mettre fin au problème des enfants fantômes. Ainsi, iCIvil souhaite enregistrer toutes les nouvelles naissances. Le premier projet pilote a débuté en 2015 au Burkina Faso.
Le système CRVS de iCivil est une combinaison entre une application mobile utilisant le réseau SMS et un bracelet à bulles pour nouveau-né. « Ce qui rend ce système si spécial c'est qu'il utilise une technologie d'identification à base de bulles » a dit M. Sawadogo à Rawlson King durant le forum ID4Africa.
Le bracelet à bulles pour nouveau-né est basé sur une technologie de chaosmétrie qui lui confère des propriétés physiques unique, immuable et impossible à reproduire. Cette technologie s'appelle le code à bulles.

### Initiatives gouvernementales

#### Rwanda: CRVS
Le système CRVS du Rwanda est en ligne avec le programme de développement du pays et dont la cible est de définir un plan d'action[Lequel ?],.

#### Oman:Civil Status Mobile Registration Unit
Civil Status Mobile Registration Unit in Oman est un système décentralisé et digitalisé de CRVS qui pour but d’améliorer la vie des citoyens en leur facilitant l'accès à l'information.

#### Nouvelle-Zélande: programme SmartStart
Le programme SmartStart est une plateforme de services en ligne pour aider les citoyens, principalement les parents, dans leur démarche d'enregistrement des naissances.